# Отто Манн
Отто Манн (нім. Otto Mann; народився 18 січня 1960 року) — один з вигаданих персонажів мультсеріалу Сімпсони. Отто водій автобуса Спрінгфілдської початкової школи. В оригіналі цього персонажа озвучує Гаррі Ширер. Отто є уособленням типового молодого невдахи, який поводиться як підліток і не здатний на серйозні вчинки. В деяких епізодах, незважаючи на суттєву різницю в віці, він друг Барта. Щоразу, коли Отто потрапляє в аварію на шкільному автобусі він мріє про власний рок-гурт та славу.

## Основні дані

### Біографія
Отто 26 років, і 44 згідно з його шоферським посвідченням. Не зважаючи на досить зрілий вік, Отто поводиться як підліток — не має постійного житла, зловживає алкоголем, наркотиками, постійно слухає важкий метал. Отто завжди ходить з довгим чорним волоссям, рожевою сорочкою і шортами та завжди має плеєр із собою. Отто не має навіть середньої освіти, проте вміє чудово грати на гітарі та часом добре водить автобус (коли на нього не тисне алкоголь). Незважаючи на таку поведінку Отто походить зі знатної родини адмірала ВМФ США. Ще в дитинстві Отто весь час грав на гітарі та нічого не робив, через це його стосунки з батьком зіпсувалися. Одного разу Отто спробував налагодити своє життя та одружитися з дівчиною, на ім'я Беккі. Однак перед вінчанням замість звичайної музики Отто запросив метал-групу «Poison» і Мардж (весілля відбувалось у будинку Сімпсонів) поставила йому вимогу, щоб він вибрав між музикою чи нею. Отто не вагаючись, вибрав музику і поїхав святкувати разом з метал-групою, а Беккі лишилась жити у Сім сонів. В серії «Гомера визначено» він говорить, що має брата, одруженого зі "старою леді". Не відомо, коли Отто почав вживати наркотики. Однак у серії "Сім пивних донощиків (16.14) з'ясовується, що у його тілі були  виявлені такі наркотики : "Трек", "Смек", "Гапери", "Дайлери", "Аутери", "Інери", Конячі транквілізатори, коров'ячі паралізатори, АЛЗД усіх видів і це лише маленька частина списку.

### Робота водієм автобуса
Отто був найнятий водієм автобуса Скіннером, бо за платню (приблизно 100 доларів за місяць) погодився тільки Отто, а у Скіннера завжди невеликий бюджет грошей. Отто є дуже поганим водієм. У серії «Шоу Отто», він визнав, що не має прав. Тоді водієм автобуса став Скіннер, проте не зважаючи на кваліфікованість не зміг переїхати навіть перехрестя через потужний двосторонній рух. Коли Отто заново здавав курси водія, він наробив багато помилок, і щоб Патті та Сельма Був'є видали йому права, він розповідав кумедні історії про головного неприятеля Патті — Гомера Сімпсона. Коли Отто отримав тимчасові піврічні права, одразу ж повів автобус. Крім того, у деяких серіях Отто ще був водієм у громадькому транспорті, тюремному автобусі 
і автобусі у літній табір Красті. Цікаво, що коли Отто водить громадський транспорт, аварій він зазнає набагато менше.

### Музичні уподобання
Отто захоплюється музикою, тяжким металом "старої школи". AC/DC, Metallica, Black Sabbath, Judas Priest та іншими. До речі, він непогано грає на електричній гітарі. За словами Отто, грав він ще з дитинства. Своїми улюбленими піснями він вважає: «Free Bird» Lynyrd Skynyrd, «Purple Haze» The Jimi Hendrix Experience, «Frankenstein» the Edgar Winter Group та «Iron Man» Black Sabbath. 